# Колубрарии
Колубрарии (лат. Colubrariidae) — семейство морских брюхоногих моллюсков.

## Описание
Преимущественно небольшие моллюски. Раковина толстостенная, удлинённая, длиной до 5 см. Поверхность раковины с осевой и спиралевидной скульптурой. Сифональный канал короткий и изогнутый. Хоботок в несколько раз превышает длину самой раковины.
Распространены в тропических морях. Питаются кровью спящих рыб-попугаев, для чего моллюскам и требуется длинный хоботок. Подобное поведение было впервые описано на примере Colubraria obscura, впоследствии отмечено у Colubraria tortuosa и Colubraria nitidula.

## Роды
- Axifex S.-I Huang & M.-H. Lin, 2019
- Bartschia Rehder, 1943
- Colubraria Schumacher, 1817
- Cumia Bivona-Bernardi, 1838
- Cyclimetula S.-I Huang & M.-H. Lin, 2019
- Iredalula Finlay, 1926
- Kanamarua Kuroda, 1951
- Metula H. Adams & A. Adams, 1853
- Minibraria Sarasúa, 1984